# Aitor Jiménez Echave
Aitor Jiménez Echave C.M.F. (ur. 29 grudnia 1962 w Barakaldo) – hiszpański duchowny katolicki, od 2024 podsekretarz Dykasterii ds. Instytutów Życia Konsekrowanego i Stowarzyszeń Życia Apostolskiego.

## Życiorys
30 kwietnia 1989 otrzymał święcenia kapłańskie w Zgromadzeniu Misjonarzy Synów Niepokalanego Serca Błogosławionej Maryi Dziewicy.
29 lutego 2024 został mianowany przez papieża Franciszka podsekretarzem Dykasterii ds. Instytutów Życia Konsekrowanego i Stowarzyszeń Życia Apostolskiego.